# Guy Ier de Lévis
Pour les articles homonymes, voir Guy Ier.
Pour les articles homonymes, voir Lévis.
Guy Ier de Lévis (1180-1233), seigneur de Mirepoix et maréchal de la foi s'illustra pendant la croisade des Albigeois en tant que lieutenant de son suzerain Simon IV de Montfort.

## Biographie
Guy de Lévis est issu de la maison de Lévis. Son père, Philippe de Lévis, est le fondateur de la lignée.
Il eut de Guiburge, entre autres enfants :
- Guy II (1210-1247), son héritier, peut-être marié à Jeanne de Voisins[2] (ou de Bruyères ?).

En 1209, répondant à l'appel à la croisade lancé par le pape, il se plaça sous les ordres de Simon de Montfort et joua une part active dans la croisade des albigeois. Il participa au siège de Béziers. Peu après, Simon de Montfort, prodigue avec ses proches lieutenants, lui donna la seigneurie de Mirepoix, qui comptait parmi les territoires conquis par les croisés dans le Languedoc. Guy de Lévis prit le titre de maréchal de la foi ou encore de maréchal de la croisade.
En 1210, nous retrouvons Guy de Lévis au siège de Termes, puis de Castelnaudary en septembre 1211. Il participa également au siège de Beaucaire en 1216 et à celui de Toulouse qui débuta en septembre 1217 et où Simon de Montfort trouva la mort.
Le Traité de Paris de 1229 confirma cet ensemble de possessions puisque l'article 15 prévoyait que la Terre du Maréchal soit laissée à Guy de Lévis. Il se vit ainsi attribuer à nouveau la terre de Mirepoix et le pays d'Olmes pris sur le domaine du comté de Foix. S'appuyant sur cet acte, la maison de Lévis s'établira dans la région durant sept siècles.
Guy de Lévis mourut en 1233 ; il fut enterré dans l'abbaye Notre-Dame de la Roche de Lévis-Saint-Nom qu'il avait fondée.